# Espagnol
Cet article concerne la langue espagnole. Pour les autres significations du mot espagnol, voir Espagnol (homonymie).
L'espagnol (en espagnol : español), ou le castillan (en espagnol : castellano), est une langue romane parlée en Espagne et dans de nombreux pays d'Amérique et d'autres territoires dans le monde, en particulier ceux qui ont été associés à un moment de leur histoire à l'Empire espagnol.
La langue espagnole est issue du latin vulgaire parlé au nord de la péninsule Ibérique. Son développement s'est appuyé sur l’extension du royaume de Castille via la reconquête et continua en Afrique, en Amérique et en Asie Pacifique avec l'expansion de l'Empire espagnol entre les XVe et XIXe siècles, circonstances historiques qui en font la langue romane la plus parlée dans le monde actuellement.
Selon l'Institut Cervantes, l’espagnol est en 2023 la langue maternelle d'environ 500 millions de personnes (deuxième rang mondial pour le nombre de locuteurs de naissance) et est utilisé par près de 600 millions de personnes (quatrième rang mondial pour le nombre total de locuteurs, derrière le chinois mandarin, l'anglais et le hindi). L'espagnol est l'une des principales langues de communication internationale, avec l'anglais et le français.

## Caractéristiques

Carte chronologique montrant le développement et l'évolution des langues parlées dans la péninsule Ibérique de l'an 1000 à nos jours.

L’espagnol est de façon générale resté nettement archaïsant et demeure ainsi relativement proche du latin classique et de l'italien moderne, avec lequel il maintient un certain degré d'intercompréhension. Appartenant à la sous-branche ibéro-romane comme le portugais, l’espagnol permet également une certaine intercompréhension écrite, et dans une moindre mesure orale, avec celui-ci. L’espagnol est morphologiquement proche du français, du fait de leur origine latine commune, mais l'intercompréhension reste toutefois très limitée, bien que facilitée à l'écrit par le caractère archaïsant de l'orthographe française.
D'autre part, l’espagnol (le castillan) étant originaire de la région de Cantabrie, dans le nord de l'Espagne, il a reçu une forte influence du substrat formé par l'ancêtre du basque, en particulier au niveau morphologique, ainsi que, dans une moindre mesure, lexical.

### Morphosyntaxe
L’espagnol partage avec les autres langues romanes la plupart des évolutions phonologiques et grammaticales caractéristiques du latin vulgaire, telles que l'abandon de la quantité vocalique, la perte des déclinaisons et la disparition des verbes déponents.
Les principales évolutions qui caractérisent l’espagnol sont :
- diphtongaison spontanée des E (>ie) et O (>ue) brefs toniques (TEMPU(M)>tiempo ; PORTA(M)>puerta, etc.)
- palatalisation des groupes -LL- et -NN- latins en [ʎ] et [ɲ] (ANNU(M)>año, etc.)
- bêtacisme, c'est-à-dire disparition de l'opposition entre les phonèmes /v/ et /b/ (sauf dans certains contextes d'hypercorrection)[6].
- sonorisation des consonnes occlusives sourdes intervocaliques (VITA>vida ; LACU(M)>lago, etc.), trait commun aux langues romanes occidentales.
- aspiration puis disparition du F- initial latin, conservé sous la forme d'un « h » muet dans la graphie usuelle (FILIUM>hijo ; FACERE>hacer, FABULARE>hablar ; FOLIA>hoja). Ce trait, que l'on retrouve également en gascon, est sans doute une conséquence de l'influence du substrat bascoïde (le système phonologique basque ne connaît pas de F- à l'initiale). Dans certaines régions le H- initial est encore prononcé aspiré.
- adoption d'un système vocalique simplifié à 5 voyelles (a, e, i, o, u) lui aussi peut-être influencé par le basque.
- dévoisement puis évolution singulière des fricatives de l'espagnol médiéval dans le sens d'une simplification, débouchant sur la mise en place de deux phonèmes particulier : la fricative vélaire sourde [x] et, dans différents dialectes péninsulaires, incluant notamment les parlers prestigieux de Tolède, Madrid, etc., l'interdentale [θ] (proche du th anglais[Lequel ?]).
- adoption d'une accentuation tonique basée sur l'intensité et non (comme en italien par exemple) sur la quantité.

En comparaison aux autres langues romanes, l’espagnol possède une typologie syntaxique particulièrement libre et avec des restrictions bien moindres concernant l'ordre des mots dans les phrases (typiquement : sujet-verbe-complément).
Un des traits syntaxiques caractéristiques de l'espagnol est l'ajout d'une préposition « a » devant les compléments d'objet renvoyant à une personne ou un être animé. Il peut être considéré comme une conséquence de la liberté syntaxique précédemment évoquée, le fait de pouvoir intervertir facilement les groupes syntaxiques dans une phrase entraînant possiblement une confusion entre sujet et objet, évitée grâce à l’emploi de la préposition. Ce trait concourt à une confusion que l'on rencontre dans l'usage des pronoms compléments directs et indirects (phénomènes qualifiés de Leísmo, laísmo et loísmo, le premier étant considéré comme correct dans certains cas d'un point de vue académique).
L’espagnol fait fréquemment usage d'un pronom complément indirect redondant en cas de présence du groupe nominal référent : le digo a Carmen : « je dis à Carmen » (littéralement : « je lui dis à Carmen »), et même se lo digo a Carmen (« je le lui dis à Carmen »).
Comme en latin et dans la plupart des autres langues romanes, et à la différence du français, l'usage des pronoms sujets est facultatif. Il n'est utilisé que pour lever une confusion dans certains cas de conjugaisons ou pour insister sur le sujet : yo sabía la lección (« je savais la leçon ») face à ella sabía la lección (« elle savait la leçon ») ou bien trabajo muy bien (« je travaille très bien ») opposé à yo trabajo muy bien (tú no) « moi, je travaille très bien (pas toi) ».

#### Système verbal
De façon générale, le système de conjugaison de l’espagnol est resté morphologiquement très proche du latin.
Les quatre conjugaisons latines sont réduites à trois en espagnol. Les infinitifs latins en -ĀRE, -ĒRE et -ĪRE deviennent respectivement en espagnol -ar, -er et -ir ; la troisième conjugaison latine, en -ĔRE, est redistribuée entre les deuxième et troisième conjugaisons de l’espagnol, -er et -ir (ex. : FACĔRE > hacer, DICĔRE > decir).
L’espagnol conserve avec une grande vitalité son passé simple, issu du parfait latin, qui tend à être remplacé par des formes analytiques dans d'autres langues romanes.
Comme dans d’autres langues romanes, on observe en espagnol une auxiliarisation du verbe haber (« avoir, posséder »). Celui-ci permet de construire les temps composés (suivis du participe-passé des verbes conjugués, qui reste toujours invariable en espagnol) mais aussi les nouveaux paradigmes du futur de l'indicatif (infinitif + haber) pour remplacer le paradigme latin (CANTABO…) tombé en désuétude. Le conditionnel est construit par analogie, en utilisant l'auxiliaire simplifié à l'imparfait. haber a fini par perdre son sens original de « avoir, posséder » au profit de tener, pour n’être plus qu’un verbe auxiliaire. Il conserve encore sa valeur sémantique d’origine dans certaines expressions lexicalisées, en particulier haber de + infinitif pour signifier une obligation et la forme hay < ha allí (« il y a ») ainsi que ses variantes dans les différents temps et modes (había, habrá, hubo, etc. et même ha habido au passé-composé).
L’espagnol dispose actuellement de deux paradigmes de conjugaison pour le subjonctif imparfait, issus du plus-que-parfait latin, indicatif pour les formes en -ra (AMAVERAM>amara), et subjonctif pour les formes en -se (AMAVISSEM>amase). Bien que tous deux soient également admis sur un plan académique, le premier tend à se substituer au second, surtout dans le langage oral. De plus, il conserve encore dans certains usages, en particulier littéraires, sa valeur originelle d'indicatif plus-que-parfait, et est utilisé comme deuxième variante (libre) du conditionnel présent pour quelques verbes (querer > quisiera ~ querría ; deber > debiera ~ debería ; haber > hubiera ~ habría ; poder> pudiera ~ podría). De même, le subjonctif plus-que-parfait peut remplacer le conditionnel passé pour exprimer l'irréel du passé,,.
Les pronoms personnels compléments sont placés en enclise, c’est-à-dire collés immédiatement après le verbe, lorsque le verbe est à l’infinitif (llamarse, « s’appeler » ; dejarme, « me laisser », etc.), au gérondif (mirándome, « en me regardant ») ou l’impératif (comme en français : mírame, « regarde-moi » ; et comme en français le pronom redevient proclitique si l’impératif est négatif : no me mires, « ne me regarde pas »). Les pronoms sont susceptibles de se combiner, le pronom indirect se place alors en premier : déjamelo, « laisse-le-moi ». Dans une combinaison, le pronom indirect de troisième personne devient se (habituellement pronom réfléchi) et non le : díselo, « dis-le-lui ». Lorsque la forme verbale portant le pronom est associée à un semi-auxiliaire, on a la possibilité de rattacher le ou les pronoms à celui-ci en position proclitique : está levantándose ~ se está levantando (« il est en train de se lever ») ; ¿Quieres callarte?~¿Te quieres callar? (« Veux-tu te taire ? ») ; suele decirme la verdad ~ me suele decir la verdad (« il me dit habituellement la vérité »). La construction enclitique est perçue comme légèrement plus soutenue. Les cas d’enclises de pronoms étaient beaucoup plus nombreux en ancien espagnol (direvos, « je vous dirai », os diré en espagnol moderne, etc.) ; certains sont préservés dans des locutions figées. On trouve un phénomène analogue en portugais, en catalan, en occitan aranais, ainsi que, partiellement, en italien.
Jusqu'au XVIIe siècle, l'espagnol a maintenu un subjonctif futur en -re (à valeur fortement hypothétique), issu d'une fusion des paradigmes du subjonctif parfait et du futur antérieur (remplacé par la forme composée en utilisant haber au futur). Cette forme a pratiquement disparu de l’espagnol actuel et ne persiste que dans des expressions lexicalisées, des proverbes et certaines formules juridiques.

### Lexique
En raison de ses contacts prolongés avec d'autres langues, le lexique de l’espagnol comporte bon nombre de mots issus d'emprunts, notamment aux langues paléo-hispaniques (ibère, hispano-celtique), au basque, à l'arabe et à différentes langues amérindiennes.

#### Fonds paléo-hispanique

##### Mots d'origine ibère
L'ibère se parlait tout au long de la côte orientale de la péninsule. Le fonds ibère consiste principalement en éléments géographiques et zoologiques, comprenant pour l'essentiel : ardilla « écureuil », arroyo « ruisseau », balsa « étang », calabaza « courge » (cf. catalan carabassa), cama « lit », conejo « lapin » (du latin cuniculus), cuérrago « lit de fleuve », galápago « tortue de mer » (cf. cat. calapèt « crapaud »), garma « éboulis », gazapo « lapereau » (cf. portugais caçapo, cat. catxap), gusano ~ gusarapo « ver », manteca « saindoux », maraña « fourré », marueco ~ morueco « bélier » (cf. cat. marrà, mardà), parra « pied de vigne », perro « chien », autrefois « corniaud », rebeco « chamois, isard » (du latin ibex, emprunté à l'ibère), sima « gouffre, abîme », tamo « menue paille ».

##### Mots d'origine hispano-celtique
L'hispano-celtique regroupe plusieurs variétés, dont le gallaïque (au nord-ouest), le celtibère et le gaulois tardif (au nord-est). Le fonds celtique concerne notamment la botanique, la faune, le labourage et d'une moindre mesure l'artisanat. Au celtique remontent : álamo « peuplier blanc », ambuesta « poignée », amelga « champ défriché », beleño « jusquiame », berro « cresson » (cf. français berle), bezo « babine », bodollo « faucille » (cf. fr. vouge), breca « pandore (mollusque) » (cf. poitevin brèche « vache bigarrée »), brezo « bruyère », bruja « sorcière », cam(b)a « chambige », combleza « maîtresse (d'un homme marié) », corro « cercle », cresa « asticot », cueto « butte, petite colline », duerna « pétrin », galga « galet », gancho « crochet », garza « héron », greña « enchevêtrement », mocho « bouc ou bélier châtré » (cf. fr. mouton), rodaballo « turbot », sábalo « alose », sel « pâturage commun », serna « champ labouré », taladro « tarière », terco « têtu », varga « chaumière », yezgo « hièble ».

#### Mots d'origine basque
Le basque, adstrat du castillan, l'a aussi influencé, et ce dès sa naissance. Certains mots, comme (1) izquierda « la gauche », du basque ezkerra (cf. cat. esquerre, port. esquerda), (2) madroño « arbousier » (cf. arag. martuel, cat. maduixa), correspondant au basque martotx « ronce » et martuts « mûre », et (3) zarza « ronce » (cf. port. sarça), qui provient du basque anc. çarzi (auj. sasi), ont eu du succès en évinçant le vieil espagnol siniestro « gauche » (aujourd'hui « sinistre »), alborço « fraisier » et rubo « ronce ». Certains d'entre eux ne semblent pas avoir connu de concurrent, comme vega « plaine fertile riveraine » (v.esp. vayca, vajka), qui répond au basque ibai « fleuve » ; d'autres qui rivalisent toujours, comme sapo « crapaud », du basque zapo, face à son équivalent latin escuerzo ; encore d'autres, comme muérdago « gui » (du basque mihura) et cachorro « chiot » (du txakur « chien») ont fait glisser de sens leurs anciens synonymes (visco « glu (à base de gui) », cadillo « caucalis »). D'autres encore sont de date récente, comme zorra « renard », emprunté au portugais et substantivisé à partir d'un zorro « oisif », lui-même tiré du basque zuur ~ zur ~ zuhur « prudent ». Ce mot est toujours concurrencé par le sobriquet raposa, « la touffue », plus ancien : synonymie recherchée parce que le renard fait l'objet d'un tabou lexical.
Quelques noms de vêtements sont passés du basque à l'espagnol, comme chapela « béret basque » (< txapel), face à boina « béret », chamarra « veste » (< zamar ou txamar, zamarra ou txamarra avec l'article défini singulier), des activités comme pelotari « joueur de pelote basque », chistu « flûte basque » (< txistu), chalaparta (< txalaparta, instrument de percussion), aquelarre « sabbat » (de akelarre, lui-même formé à partir de aker « bouc » + larre « pré », car ces rites, soi-disant présidés par Satan lui-même, sous la forme d'un bouc, avaient lieu dans des prés) et le nom de la langue basque, euskera, eusquera ou euskara (< euskara), face à vasco ou le plutôt vieilli vascuence.
Plus récemment, des emprunts ayant rapport au contexte politique, comme zulo « cache d'armes » (du mot zulo « trou »), kale borroka « guerrilla urbaine » (de kale « rue » et borroka « combat »), ikurriña (de ikurrina « drapeau basque »), gudari (de gudari « soldat », surtout pendant la guerre civile espagnole) ou abertzale « nationaliste basque » sont devenus courants dans les médias espagnols. L'espagnol régional du Pays basque possède davantage d'emprunts, tels que sirimiri « bruine, crachin» (face à llovizna), chirristra « toboggan» (du basque txirrista, face à tobogán) ou bien aita « père » et ama « mère », face à papá et mamá ; la gastronomie a également fourni des mots, tels que marmitaco ou marmitako (plat préparé par les pêcheurs avec du thon et des pommes de terre, du basque marmitako), cocochas (de kokots(a), avec l'article défini singulier) « barbillon, menton », chacolí (du substantif txakolin, sorte de vin blanc) ou chistorra (de zistorra et txistorra, saucisson fin).
À noter également le nom órdago, de la phrase basque Hor dago « (il) est là ; renvi », à l'origine utilisée dans un jeu de cartes et qui veut dire aussi « épatant » dans l'expression de órdago.

#### Mots d'origine germanique
Environ 200 mots espagnols dérivent du gotique, une langue germanique orientale qui fut parlée par les Wisigoths, un peuple qui domina une grande partie de la péninsule Ibérique du Ve au VIIIe siècle. Quelques mots d'origine francique ont également pénétré l'espagnol par le biais du français.

##### Mots et verbes d'origine germanique
| Mot espagnol                        | Traduction                   | Origine germanique                         |
| ----------------------------------- | ---------------------------- | ------------------------------------------ |
| guerra                              | guerre                       | *werra « querelle, dispute »               |
| rico                                | riche                        | *reiks « puissant »                        |
| ropa                                | habit                        | *raupa                                     |
| tregua                              | trêve                        | *triggwa « pacte »                         |
| estampido                           | fracas                       | *stampjan                                  |
| blanco                              | blanc                        | *blank « clair »                           |
| orgullo                             | orgueil                      | *orgōllja « fierté, arrogance »            |
| arenga                              | harangue                     | *harihrings « cercle, réunion de l'armée » |
| gavilán                             | épervier                     | *gabila                                    |
| bóveda                              | voute                        | *buwitha                                   |
| esquina                             | coin                         | *skīna                                     |
| balcón                              | balcon                       | *balko                                     |
| tapa                                | couvercle                    | *tappa                                     |
| ganso                               | oie                          | *gans                                      |
| estaca                              | pieu                         | *stakka                                    |
| frambuesa                           | framboise                    | *brāmbasja                                 |
| banda                               | faction                      | *bandwō « signe, symbole »                 |
| tropa                               | troupe                       | *throp « entassement »                     |
| guardia                             | garde                        | *wardja « surveillance »                   |
| espita                              | robinet                      | *spitus                                    |
| galardón                            | récompense                   | *widarlōn                                  |
| rampa                               | crampe                       | *kramp                                     |
| bosque                              | bois                         | *bosk « bois, forêt »                      |
| brote                               | bourgeon                     | *brut                                      |
| trompa (instrument)                 | trompe                       | *trumba « trompette »                      |
| estandarte                          | étendard                     | *standhard                                 |
| frasco                              | flacon                       | *flaska « bouteille, flacon »              |
| mariscal                            | maréchal                     | *marhskalk                                 |
| espuela (forme archaïque : espuera) | éperon                       | *spaura                                    |
| gris                                | gris                         | *gris                                      |
| bramar                              | bramer                       | *brammōn « rugir »                         |
| esquivar                            | esquiver                     | *skiuhjan                                  |
| ataviar                             | vêtir                        | *attaujan                                  |
| flotar                              | flotter                      | *flotōn « flotter, nager »                 |
| esquilar                            | tondre                       | *skiran                                    |
| guadañar                            | faucher                      | *waithanjan                                |
| rapar                               | raser les poils, les cheveux | *hrapôn « arracher »                       |
| bregar                              | lutter                       | *brikan                                    |
| escanciar                           | servir à boire               | *skankjan                                  |
| sacar                               | tirer                        | *sakan                                     |
| ganar                               | gagner                       | *ganan « convoiter »                       |
| trotar                              | trotter                      | *trottōn « aller, courir »                 |
| espiar                              | épier                        | *spehôn « regarder, espionner »            |
| robar                               | voler                        | *raubōn                                    |
| cundir                              | se propager                  | *kundjan                                   |

##### Noms propres d'origine germanique
- Adaúlfe (gl), de l'anthroponyme germanique Athaulf
- Armariz (gl)
- Bertamiráns (gl)
- Burgos (incertain ; peut-être du gotique *baurgs « ville fortifiée »)
- Gondomar
- Gondulfe (gl), de l'anthroponyme germanique Gundulf
- Randulfe (gl), de l'anthroponyme germanique Randulf
- Villafáfila, du latin Villa Fafila, c'est-à-dire la Villa de Fafila (nom de personne d'origine gotique)
- Wamba

#### Mots d'origine arabe
Héritage du contact linguistique lors de l'ère musulmane en Espagne, l'arabe apporta un grand nombre de mots à l’espagnol (plus de 4 000). Les langues issues du roman présentes au nord de la péninsule Ibérique n'étant parlées qu’en minorité, c’est la langue coranique qui s’imposa comme langue administrative et culturelle pendant les 8 siècles du règne du califat de Cordoue. Après le latin, l’arabe est le flux lexical le plus important de l’espagnol, les toponymes constituant près du quart. Les sciences, l’agriculture, le commerce et la guerre sont les domaines qui influencèrent le plus le corpus du castillan. Le passage des arabes en Espagne contribua aussi à intégrer à la langue des mots provenant du grec ancien, du persan et du sanskrit. Les arabismes se figèrent dans la langue avec la publication de la première grammaire en langue castillane en 1492, année marquant la fin de la reconquête du territoire instiguée par les Rois catholiques.

##### Noms communs d'origine arabe
| Mot espagnol | Traduction       | Origine arabe                                                               |
| ------------ | ---------------- | --------------------------------------------------------------------------- |
| aceite       | huile            | āz-zayt (أَلْزيت)                                                             |
| aceituna     | olive            | āz-zaytūnah (الزيتونة), singulatif du collectif āz-zaytūn (الزيتون)         |
| alacena      | placard          | ⁰āl-kḫazána, du classique kḫizānah (خزانة)                                  |
| albahaca     | basilic          | ⁰āl-ḫabáqa, du classique ḫabaqah (حبق)                                      |
| albañil      | maçon            | ⁰āl-banní, du classique bannā' (بناء)                                       |
| albaricoque  | abricot          | āl-barqūq (الْبَرْقُوق) « la prune »                                            |
| alcachofa    | artichaut        | v.esp. alcarchofa, de l'ar. régional āl-ḵarchūf (الخرشوف)                   |
| alcalde      | maire            | āl-qāḍī (القاضي) « le juge »                                                |
| aldea        | hameau           | ād-ḍaj’ah (الضيعة) « le village »                                           |
| alguacil     | huissier         | āl-wazīr (الوزير) « le ministre en chef »                                   |
| alhucema     | lavande          | ⁰āl-ḫuzáma, du classique ḫuzāma (خزاما)                                     |
| almohada     | oreiller         | ⁰āl-muḫáḍa, du classique āl-miḫaḍah (المخدة)                                |
| alquiler     | loyer            | āl-kirā’ (الكراء)                                                           |
| alubia       | haricot          | āl-lúbijā’ (اللوبيا)                                                        |
| arroz        | riz              | āl-’áruz (الأرز)                                                            |
| baharí       | faucon           | ⁰baḥrí, du classique baḥrī (بحري) « marin »                                 |
| fulano       | untel, type, mec | fulān (فلان) « quiconque »                                                  |
| gandul       | feignant         | ⁰ḡandúr, du classique ḡundar (غندر) « gâté »                                |
| hasta        | jusque           | v.esp. fasta, de l'anc. (h)ata, fata, de l'arabe ḥatta (حتى)                |
| he           | voici            | hā (ها)                                                                     |
| jabalí       | sanglier         | ⁰ǧabalí, du classique ǧabalī (جبلي) « montagneux »                          |
| jarra        | carafe           | ⁰ǧárra, du classique ǧarrah (جرة)                                           |
| majara       | fou              | dérivé régressif de majarón, de l'arabe maḥrūm (محروم) « misérable »        |
| marfil       | ivoire           | ‘aẓam āl-fyl (عظم الفيل) « os d’éléphant »                                  |
| marrano      | cochon           | ⁰maḥarrám, du classique muḥarram (محرم) « interdit »                        |
| ojalá        | pourvu que       | ⁰lawchalláh, du classique law cha‘a Allâh (لو شاء الله) « Si Dieu le veut » |
| rehén        | otage            | rihān (رِهان), pluriel de rāhn (رهن) « gage, otage »                         |
| zanahoria    | carotte          | v.esp. çahanoria, d'un ⁰safunnārjah, du maghrébin isfannārijja (اسفنارية)   |

##### Noms propres d'originearabe
- Albacete, de l'arabe : البسيط, Al-Basit, la plaine ;
- Alcázar, de l'arabe : القصر al-qṣar, al kasr ; château/forteresse, terme utilisé pour désigner cette architecture défensive en Andalousie ;
- Alhambra de l'arabe : الْحَمْرَاء, Al-Ḥamrā', littéralement « la rouge », (la forme complète est Calat Alhambra الْقَلْعَةُ ٱلْحَمْرَاءُ, Al-Qal‘at al-Ḥamrā’, « la forteresse rouge ») ;
- Almería, de l'arabe : مرأى al-Miraya, tour de vigie, donjon, mirador ;
- Almodovar, de l'arabe : المدور al-mudawwar, la ronde ;
- Grenade de l'arabe : غرناطة, Gar-anat, Colline des pèlerins ;
- Gibraltar, de l'arabe : جبل طارق, djebel Tarik montagne de Tarik ;
- Guadalquivir, de l'arabe : الوادي الكبير wâd-al-kébir (la grande rivière ou la grande vallée) wâd (oued) signifiant plus la notion de vallée que rivière qui se dit nahr ;
- Andalousie de l'arabe Al-Andalus (voir l'étymologie d'al-Andalus et de l'Andalousie).

##### Nom propre d'origine européenne et arabisé
- Alicante, de l'arabe : ألَقَنت Al-Laqant via le catalan Alacant, de la cité romaine Leucante (Lucentum).

#### Mots d'origine gitane
Le caló (langue mixte issue de l'espagnol et du romaní, langue des Roms proche des langues indiennes, comme l'hindi, dont de nombreux mots sont similaires : pani, « eau », etc.) a apporté un grand nombre de termes d’argot comme gachó « mec », bato « père », biruji « vent très froid », camelar « aimer », chaval,a « jeune », currar « bosser », fetén « excellent », parné « fric », sobar « pioncer », pinrel « panard », pureta « vieux, ancien », chorar « chaparder » (cf. fr. chourer), terne « fort, robuste », diñar « donner », mangue « moi », pañí « eau », chingar « piquer, voler», lacha « honte », pirarse « s'en aller », canguelo « peur », chachi « super », chanelar « comprendre, piger », chungo,a « difficile », jiñar « caguer », mangar « piquer, voler», clisos « yeux », jalar « bouffer ».

### Écriture
Comme les autres langues romanes, l’espagnol a adopté l'alphabet latin et recourt à des diacritiques et des digrammes pour le compléter. Les accents écrits, utilisés en espagnol moderne pour marquer la voyelle tonique dans certains cas, ou pour distinguer certains homonymes, ont été utilisés de façon spontanée jusqu'à la standardisation de leur usage à la création de l'Académie royale espagnole au XVIIIe siècle. De plus, le u porte un tréma dans de rares occasions, à savoir dans les suites güe et güi pour indiquer que le u se prononce (par exemple : bilingüe, « bilingue »).
Le tilde est peut-être le plus célèbre des diacritiques espagnols ; il donne naissance à un caractère considéré comme une lettre à part entière, ñ. Il s'agit à l'origine d'un digramme NN, le second N ayant été abrégé par suspension au moyen d'un trait devenu ondulé, ~.
Ce sont les scribes espagnols qui ont inventé la cédille (zedilla, « petit z »), qui n'est cependant plus utilisée depuis le XVIIIe siècle (le ç, qui se notait [ts], est devenu un [θ] interdental noté z : lança est devenu lanza, « lance », ou c devant e et i : ciego, « aveugle »).
Les points d'exclamation et d'interrogation sont accompagnés par des signes du même type inversés, ¡ et ¿, placés au début de la proposition concernée (et non au début de la phrase) : ¿Qué tal estás? (« Comment vas-tu ? »), ¡Qué raro! (« Comme c'est étrange ! ») mais Si vas a Sevilla, ¿me comprarás un abanico? (« Si tu vas à Séville, tu m'achèteras un éventail ? »).
De façon générale, l’espagnol, à l'écrit, est une transcription proche de l'oral ; toutes les lettres doivent être prononcées, à de rares exceptions près (la plupart des h et le u des syllabes gue, gui, que et qui). L'apprentissage de la langue s'en trouve ainsi dans une certaine mesure facilité, autant pour les hispanophones de naissance comme pour ceux désireux d'apprendre la langue comme seconde langue. Les combinaisons de lettres ph, rh et th ainsi que ch provenant du kh grec ne sont pas utilisées, et seules les consonnes c, r, l et n peuvent être doublées. Le rr, comme r en début de mot, transcrit une consonne roulée alvéolaire voisée tandis que ll transcrit une consonne centrale liquide. La combinaison qu rend le son k devant e et i (comme habituellement en français).
Traditionnellement, ch et ll ont été considérées comme lettres à part entière et pour cette raison, dans le dictionnaire, elles se trouvaient classées en conséquence (par exemple : camisa, claro, charla, ou liar, luna, llama). Les dictionnaires ont cependant, peu à peu, abandonné cette pratique et recourent à un classement alphabétique classique (comme en français). Cette situation a été régularisée par l'Académie royale espagnole dans une réforme orthographique publiée en 2010, qui stipule que ch et ll ne doivent plus être considérées comme des graphèmes indépendants mais seulement comme une combinaison de deux graphèmes.

### Variations et dialectes

#### Dialectes d'Espagne
Parmi les modalités les plus remarquables du castillan parlé en Espagne, on peut citer l'andalou (notamment caractérisé par la présence de seseo ou de ceceo selon les zones), le murcien, le castúo et le canarien.

#### Variations en Amérique hispanique
On distingue cinq aires de variation topolectale de l’espagnol en Amérique :
1. l'Amérique du Nord et l’Amérique centrale, où est en usage l'espagnol mexicain ;
2. les Caraïbes ;
3. les Andes ;
4. le Chili, où est en usage le topolecte de Santiago ;
5. le Río de la Plata et le Gran Chaco[27].

Parmi les plus remarquables, on peut citer l'utilisation d'un autre système de pronoms personnels. Le pronom de la troisième personne du pluriel ustedes (qui sert en Espagne uniquement à s'adresser à un ensemble de personnes que l'on vouvoie) remplace en Amérique hispanique le vosotros. Ce pronom, vosotros (2e personne du pluriel) équivaut en Espagne au « vous » français lorsque l'on s'adresse à un ensemble de personnes que l'on tutoie.
La prononciation ibérique de la consonne c (devant les lettres e et i) ou z (devant a, o et u), est une spirante interdentale (proche du th anglais dans le verbe think, pas dans l'article the). En Amérique latine, le phonème se prononce presque toujours /s/ (phonétiquement proche du s français, le s péninsulaire étant plus palatal), un important trait commun avec le canarien et une grande partie de l'andalou. Cette prononciation, appelée en espagnol « seseo », est généralisée en Amérique hispanique.
Les traits communs avec le dialectes andalou et canarien s'expliquent par le fait que la colonisation de l'Amérique hispanique et tous les échanges commerciaux avec celle-ci ont pendant longtemps été centralisés à Séville (les îles Canaries servant alors d'intermédiaire avec la Péninsule Ibérique), ce qui permettait un meilleur contrôle des flux par la monarchie. Ceci explique que le dialecte andalou ait été dominant chez les migrants qui y passaient souvent de longs mois avant de pouvoir embarquer pour le Nouveau Monde.
Les nombreux esclaves africains déportés dans l'empire espagnol ont également influencé certaines différenciations des parlers d'Amérique et développé une forme d'espagnol particulière au contact des colons, tout en apportant leur accent africain.
De grandes disparités peuvent exister au niveau du lexique. Par exemple certains mots courant dans l’espagnol péninsulaire sont obscènes en Argentine, au Pérou ou au Mexique, tels que coger (« prendre » en espagnol européen, mais « avoir des relations sexuelles » dans beaucoup de pays d’Amérique du Sud).
L'expression de l'heure peut différer en Espagne et en Amérique. Pour ce qui est de la première moitié du cadran (12 à 6), l'usage est le même. Pour la deuxième moitié (6 à 12), il y a des variations. Par exemple, en Espagne, Il est 9 h 40 » se dira « Son las diez menos veinte » tandis qu'en Amérique latine on préférera généralement « Faltan veinte (minutos) para las diez », bien que le paradigme péninsulaire existe et soit quelquefois employé. « Il est 1 h » et « Il est 13 h » se disent de la même façon : « Es la una (de la tarde) ».

#### Spanglish
Une conséquence du contact de la langue espagnole avec l'anglais est l'apparition d'un parler appelé « spanglish », qui est employé notamment par des locuteurs aux États-Unis. Cette variante de l’espagnol est étudiée dans certaines universités comme l'Université Amherst du Massachusetts.
| Mot espagnol | Mot anglais | Spanglish | Français |
| ------------ | ----------- | --------- | -------- |
| Banda        | Gang        | Ganga     | Gang     |
| Camioneta    | Truck       | Troca     | Camion   |
| Disfrutar    | To enjoy    | Enjoyar   | Profiter |
| Reloj        | Watch       | Wacho     | Montre   |
| Creer        | To believe  | Bilivar   | Croire   |

#### Chavacano
En Asie, aux Philippines, en raison du contact des colons espagnols avec les populations locales et en particulier celles parlant le tagalog, des langues créoles basées sur l'espagnol se sont développées et continuent à rester en usage. On appelle ce groupe de langues le chavacano, et il en existe plusieurs dialectes locaux : le zamboangueño (parlé à Zamboanga), le caviteño (parlé à Cavite), le ternateño ou barha (parlé à Ternate), l'ermiteño (parlé à Ermita (en)), le cotabateño (parlé à Cotabato) ou encore le castellano abakay (parlé à Davao).

#### Judéo-espagnol
Une langue dérivée du vieux castillan, appelée selon les auteurs judéo-espagnol, ladino, judesmo ou ispanyol, est encore parlée par des Juifs séfarades originaires de la Péninsule ibérique, principalement en Israël, où elle se trouve en danger d'extinction.

## Extension et usage
- Langue officielle : territoires reconnus par la communauté internationale où l'espagnol est une des langues officielles
- Majorité ou vaste minorité : États où au moins 25% de la population parle espagnol (comme langue principale ou secondaire), mais où l'espagnol n'est pas langue officielle.
- Minorité significative : États où moins de 25% de la population parle espagnol, mais où au moins 500 000 personnes parlent espagnol (comme langue principale ou secondaire).

Selon le rapport 2023 de l'Institut Cervantes :
Langue officielle : territoires reconnus par la communauté internationale où l'espagnol est une des langues officielles
Majorité ou vaste minorité : États où au moins 25% de la population parle espagnol (comme langue principale ou secondaire), mais où l'espagnol n'est pas langue officielle.
Minorité significative : États où moins de 25% de la population parle espagnol, mais où au moins 500000 personnes parlent espagnol (comme langue principale ou secondaire).

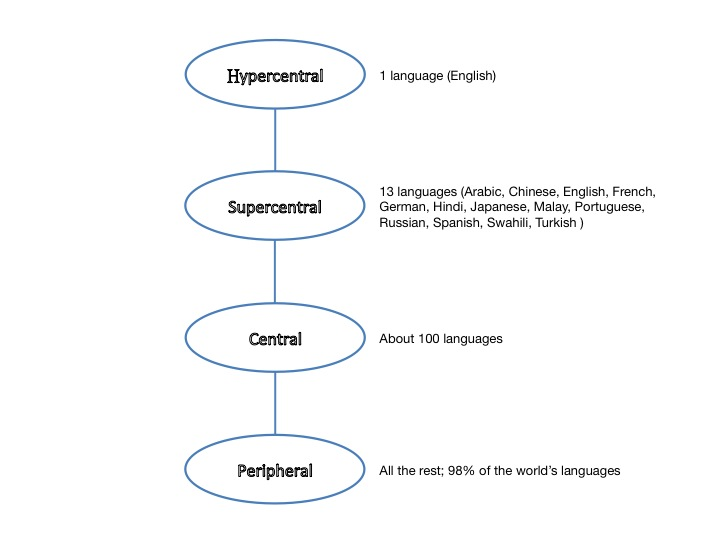
L'espagnol est une langue internationale qui, dans la liste hiérarchique des langues d'Abram de Swaan, fait partie des langues supercentrales

En Europe, l’espagnol est langue officielle de l'Espagne (coofficielle suivant les régions autonomes), où elle est parlée par environ 47 millions de locuteurs. Dans le reste de l'Union européenne, on recense près de 32 millions d'hispanophones, en très grande majorité partiels. À Gibraltar, il est parlé par 77 % de la population (50 % comme langue maternelle). En Andorre, l'espagnol est utilisé par près de la moitié de la population.
En Amérique, l’espagnol est la langue officielle de 18 des 35 pays du continent : Argentine, Bolivie, Chili, Colombie, Costa Rica, Cuba, République dominicaine, Équateur, Guatemala, Honduras, Nicaragua, Panama, Paraguay, Pérou, Porto Rico, Salvador, Uruguay et Venezuela. Les populations hispanophones les plus nombreuses se trouvent au Mexique (127 millions), aux États-Unis (56 millions, ce qui représente une proportion d'environ 18 % de la population, avec une densité supérieure à 25 % dans les États frontaliers du Mexique), en Colombie (50 millions), en Argentine (45 millions), au Pérou (32 millions) et au Venezuela (32 millions). Il est aussi la langue maternelle de 40 % de la population au Belize.
En Afrique, l’espagnol est la langue officielle de la Guinée équatoriale. Il est également parlé dans les régions nord du Maroc et au Sahara occidental, sans oublier les territoires espagnols de Ceuta, Melilla et les îles Canaries.
En Asie, plus de 3 millions de locuteurs existaient aux Philippines, mais aujourd'hui il y en a quelques milliers de moins que le demi-million de locuteurs hispanophones recensés en Australie. On recense environ 175 000 hispanophones en Israël.
En Océanie, il est parlé dans le territoire chilien de l'Île de Pâques.
L'espagnol est l'une des principales langues de communication internationale, avec l'anglais et le français.

### Répartition des hispanophones dans le monde
Les données publiées dans le tableau ci-dessous sont extraites du rapport 2023 de l'Institut Cervantes.
| Territoire                                | Locuteurs natifs | Locuteurs partiels | Total de locuteurs |
| ----------------------------------------- | ---------------- | ------------------ | ------------------ |
| Mexique                                   | 127 030 887      | 4 199 368          | 131 230 255        |
| États-Unis                                | 41 254 941       | 15 500 000         | 56 754 941         |
| Colombie                                  | 51 739 004       | 417 250            | 52 156 254         |
| Espagne                                   | 43 520 141       | 4 094 893          | 47 615 034         |
| Argentine                                 | 45 768 144       | 886 437            | 46 654 581         |
| Venezuela                                 | 32 817 951       | 910 673            | 33 728 624         |
| Pérou                                     | 29 206 581       | 4 519 263          | 33 725 844         |
| Union européenne des 27 (hors Espagne)    | 1 267 000        | 25 906 000         | 27 173 000         |
| Chili                                     | 19 052 379       | 814 544            | 19 866 923         |
| Guatemala                                 | 13 782 703       | 3 819 728          | 17 602 431         |
| Équateur                                  | 15 255 295       | 668 813            | 15 924 108         |
| Bolivie                                   | 10 100 686       | 2 068 815          | 12 169 501         |
| Cuba                                      | 11 172 056       | 22 389             | 11 194 445         |
| République dominicaine                    | 10 454 087       | 257 068            | 10 711 155         |
| Honduras                                  | 9 618 462        | 126 687            | 9 745 149          |
| Paraguay                                  | 5 152 371        | 2 402 425          | 7 554 796          |
| Nicaragua                                 | 6 841 965        | 204 343            | 7 046 308          |
| Salvador                                  | 6 345 845        | 19 095             | 6 364 940          |
| Costa Rica                                | 5 225 401        | 36 836             | 5 262 237          |
| Royaume-Uni                               | 215 000          | 4 830 000          | 5 045 000          |
| Panama                                    | 4 106 174        | 361 915            | 4 468 089          |
| Uruguay                                   | 3 368 338        | 54 770             | 3 423 108          |
| Porto Rico                                | 3 230 948        | 32 636             | 3 263 584          |
| Guinée équatoriale                        | 1 269 100        | 445 900            | 1 715 000          |
| Maroc                                     | 6 586            | 1 664 823          | 1 671 409          |
| Canada                                    | 600 795          | 293 000            | 893 795            |
| Brésil                                    | 460 018          | 96 000             | 556 018            |
| Australie                                 | 171 378          | 375 000            | 546 378            |
| Suisse                                    | 205 768          | 331 557            | 537 325            |
| Philippines                               | 4 471            | 461 689            | 466 160            |
| Algérie                                   | 175 000          | 48 000             | 223 000            |
| Belize                                    | 165 339          | 36 000             | 201 339            |
| Japon                                     | 131 000          | 29 000             | 160 000            |
| Israël                                    | 104 000          | 45 000             | 149 000            |
| Antilles néerlandaises                    | 9 821            | 137 215            | 147 036            |
| Aruba                                     | 17 229           | 84 369             | 101 598            |
| Trinité-et-Tobago                         | 4 000            | 66 401             | 70 401             |
| Andorre                                   | 30 414           | 35 226             | 65 640             |
| Territoires non incorporés des États-Unis | 1 201            | 58 000             | 59 201             |
| Norvège                                   | 13 000           | 24 000             | 37 000             |
| Nouvelle-Zélande                          | 22 000           |                    | 22 000             |
| Sahara occidental                         |                  | 22 000             | 22 000             |
| Îles Vierges américaines                  | 16 788           |                    | 16 788             |
| Turquie                                   | 1 000            | 15 000             | 16 000             |
| Jamaïque                                  | 8 000            |                    | 8 000              |
| Chine                                     | 5 000            |                    | 5 000              |
| Russie                                    | 3 000            |                    | 3 000              |
| Inde                                      | 1 000            |                    | 1 000              |
| TOTAL                                     | 499 947 796      | 99 457 326         | 599 405 122        |

## Littérature
Les prix Nobel de littérature en langue espagnole :
- José Echegaray, Espagne (1904)
- Jacinto Benavente, Espagne (1922)
- Gabriela Mistral, Chili (1945)
- Juan Ramón Jiménez, Espagne (1956)
- Miguel Ángel Asturias, Guatemala (1967)
- Pablo Neruda, Chili (1971)
- Vicente Aleixandre, Espagne (1977)
- Gabriel García Márquez, Colombie (1982)
- Camilo José Cela, Espagne (1989)
- Octavio Paz, Mexique (1990)
- Mario Vargas Llosa, Pérou et Espagne (2010)

## Distinction entre «espagnol» et «castillan»
Le terme « espagnol » est recommandé par l'Académie royale espagnole (Real Academia Española, RAE), et l'Association des académies de la langue espagnole en tant que dénomination internationale de la langue. Toutefois, cette appellation est peu employée voire rejetée dans des pays où l'espagnol est langue officielle, et où le terme de castillan est préféré :
- en Espagne, le terme « castillan » est très couramment utilisé, surtout dans des régions bilingues. Cependant, le nom le plus répandu est « espagnol ».[réf. nécessaire]D'autre part, l'adjectif « espagnol » faisant référence à l'ensemble du territoire et d'autres langues étant traditionnellement parlées dans une part importante du territoire (dont le catalan, le basque et le galicien, qui bénéficient d'un statut officiel depuis la transition démocratique[34],[35]), l'appellation de « castillan » est plus proche de la réalité, s'agissant d'une langue d'Espagne parmi d'autres, originaire de la Castille ;
- en Amérique hispanique, pour des raisons historiques liées au processus d'indépendance de chaque pays et de son rapport à l'Espagne[36], la dénomination « espagnol » est plus généralement acceptée du Mexique à la Colombie et la dénomination « castillan » est préférée en République dominicaine, à Cuba, Porto Rico, et dans certains autres pays de l'Amérique du Sud de langue espagnole.

Par ailleurs, la dénomination castillan peut désigner plus précisément :
- l'espagnol envisagé comme langue officielle de l’Espagne[34],[37] ;
- le dialecte roman originaire de Cantabrie et employé au royaume de Castille durant le Moyen Âge[34]. Voir castillan ancien ;
- le dialecte moderne parlé actuellement dans les régions centrales espagnoles de Castille-et-León, Castille-La Manche et Madrid, en opposition aux autres dialectes de la langue, péninsulaires ou non, comme l'andalou, le canarien ou le murcien.

## Étymologie
Le substantif masculin,, « espagnol » (prononcé : prononcé en français : [εspaɲɔl]) est un probable, emprunt à l'ancien languedocien espanol ou espainol, lui-même du latin vulgaire *hispaniolus, du latin classique Hispanus, « de la péninsule Ibérique ».